# Quarsotraquita

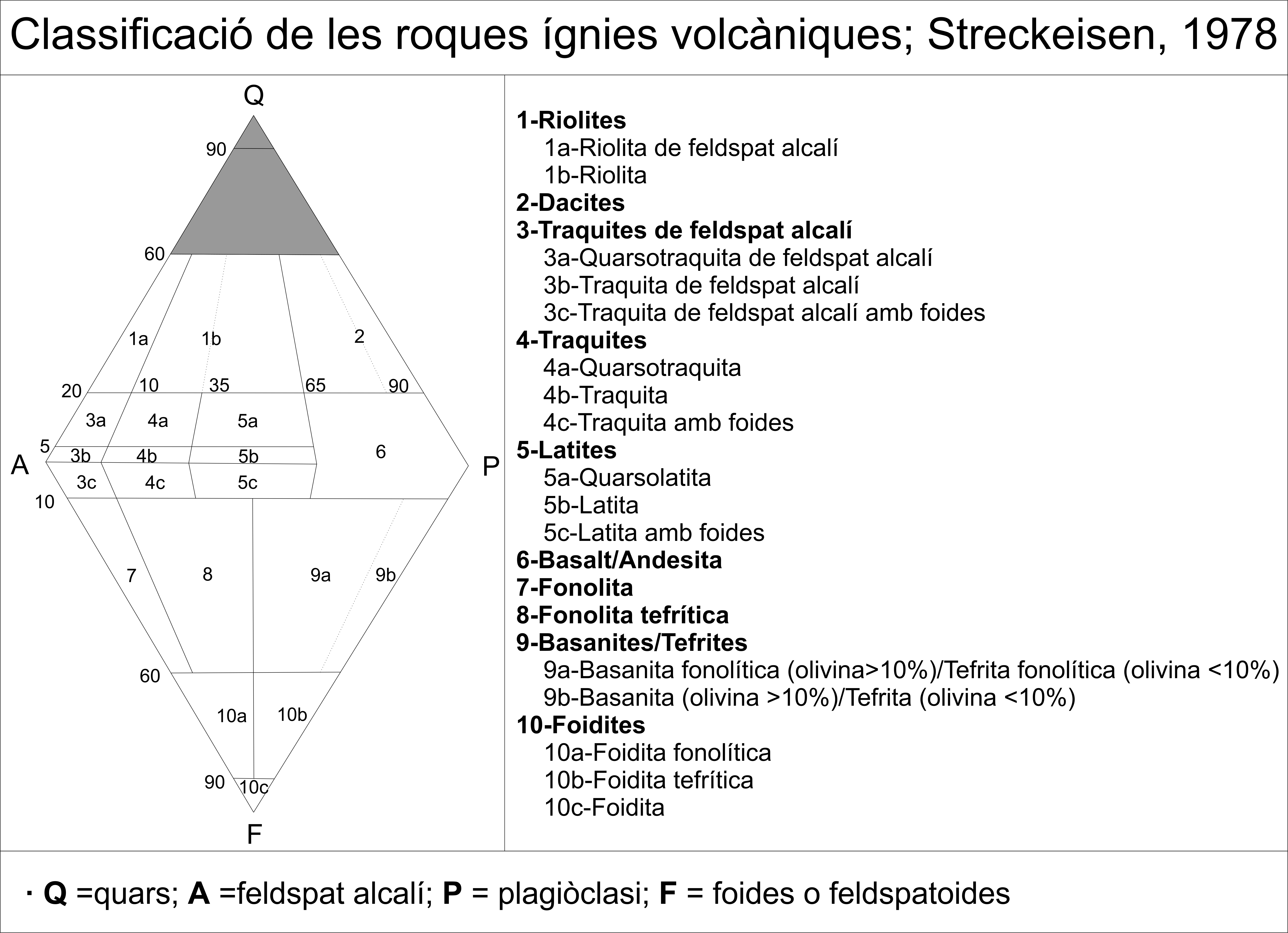
Classificació de les roques ígnies volcàniques segons Streckeisen 1978. La quarsotraquita es troba al lloc 4a.

La quarsotraquita és una roca volcànica (extrusiva) formada a conseqüència del refredament ràpid d'una lava en contacte amb l'atmosfera terrestre. La quarsotraquita és una roca traquítica que conté entre un 5 i un 20 per cent de quars. En el diagrama QAPF proposat per Streckeisen sol ocupar el camp número 7.